# Andreas Karlstadt
Andreas Karlstadt (Carolostadius, eredeti nevén Andreas Bodenstein), (Karlstadt (Frankföld), 1483 előtt – Bázel, 1541 karácsonyán) német radikális reformátor.

## Életpályája
Bölcsészeti és hittudományi alapműveltségét olasz egyetemeken nyerte. 1508-ban Wittenbergben a gyakorlati lelkészi pályára lépett; 1517-ben Lutherhez csatlakozott, s az 1519. évi lipcsei szóvitán több napon át védelmezte Eckkel szemben az Ágoston-féle tantételeket. Részben ő volt a reformátori párt vezére Luther wartburgi tartózkodása alatt és 1521 karácsonyán az úrvacsorát német beszéd kíséretében két szín alatt szolgáltatta ki. 
Ezután Wittenbergbe menekült zwickaui rajongókhoz csatlakozott; ezekkel együtt a régi isteni tisztelet felforgatására, az oltárok és képek összetördelésére lelkesítette a népet, ami Luthert wartburgi fogságának elhagyására késztette. Visszatérvén Luther, a zwickaui rajongókat a szász választófejedelemségből kiűzette, Karlstadttal pedig megfogadtatta, hogy többé kezdeményezőleg nem avatkozik a reformáció munkájába; ám Karlstadt már 1523-ban Orlamündben ismét a képek tördelésére izgatta a népet, egyszersmind egyházi beszédeiben szenvedélyesen kikelt Luther úrvacsorai tana ellen. Amikor ezek következtében Bölcs Frigyes a szász fejedelemségből kitiltotta Karlstadtot, Luther nyílt ellenségeként lépett fel, és alkalmat szolgáltatott az első úrvacsorai vitára. Később, amikor lázadásban való részvétellel vádolták és üldözték, Luthernél keresett menedéket. Közbenjárására megvonhatta magát Kembergben, ahol földműveléssel és kereskedéssel kereste kenyerét, de 1528-ban folytatta képromboló tevékenységét, ezért Svájcba kellett menekülnie, ahol előbb Altstättenben volt lelkész, majd Zürichben diakónus, 1534 után Bázelben lelkész és teológiai tanár volt.